# Lasza Gobadze
Lasza Gobadze (gruz. ლაშა გობაძე ;ur. 10 stycznia 1994) – gruziński zapaśnik walczący w stylu klasycznym. Dwukrotny olimpijczyk. Zajął jedenaste miejsce w Tokio 2020, gdzie kategorii 87 kg i dziewiąte w Paryżu 2024 w tej samej wadze. 
Mistrz świata w 2019; trzeci w 2015 i 2021. Wicemistrz Europy w 2019; trzeci w 2023. Dziesiąty na igrzyskach europejskich w 2015. 
Trzeci na MŚ juniorów w 2014 i Europy w 2013 i 2014. Wicemistrz świata U-23 w 2017. Mistrz Europy U-23 w 2015 i 2016; trzeci w 2017 roku.